# Altpreußische Sprache

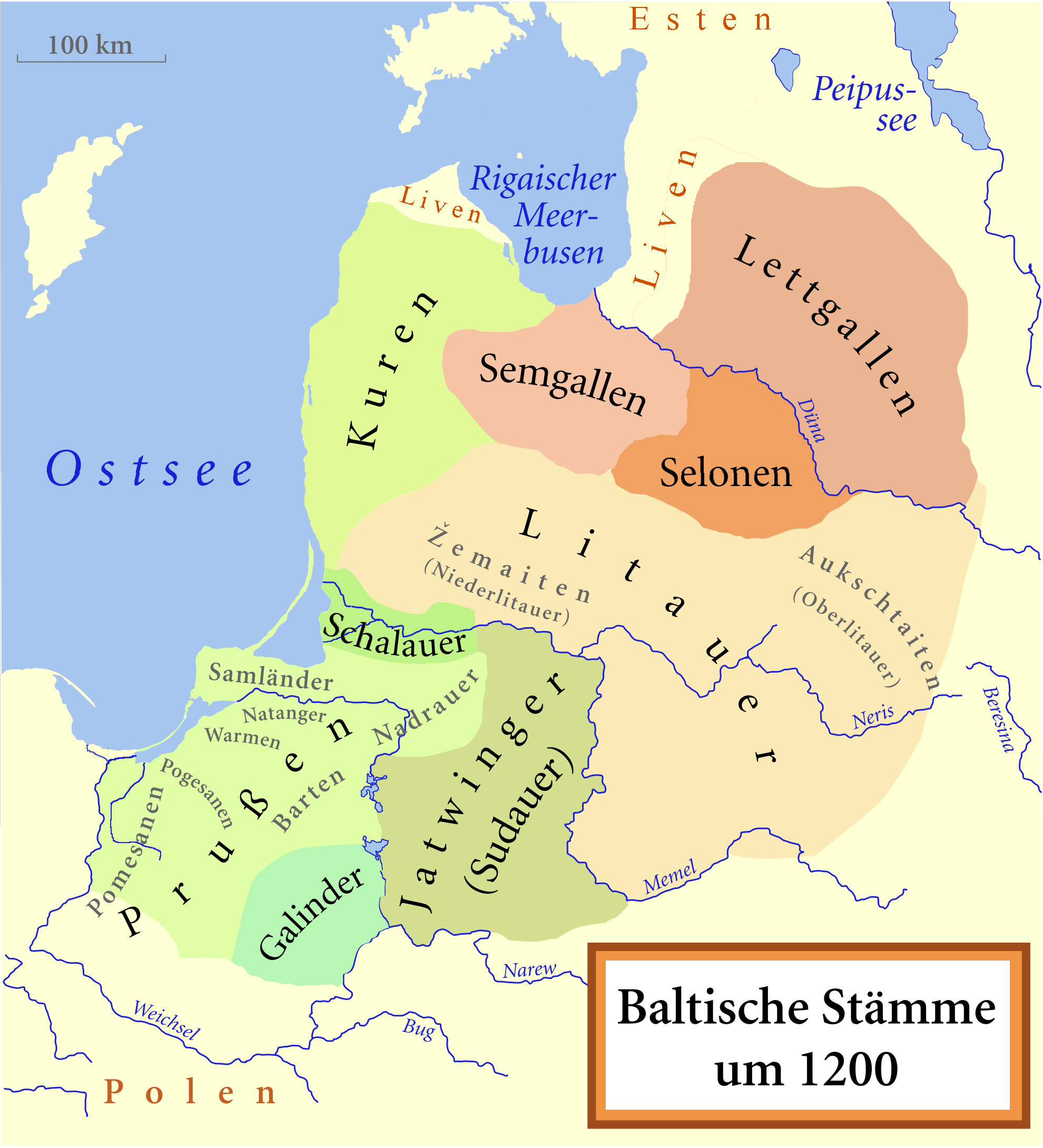
Ungefähre Siedlungsgebiete der baltischen Stämme im 12. Jahrhundert. Ostbalten in braun, Westbalten in grün

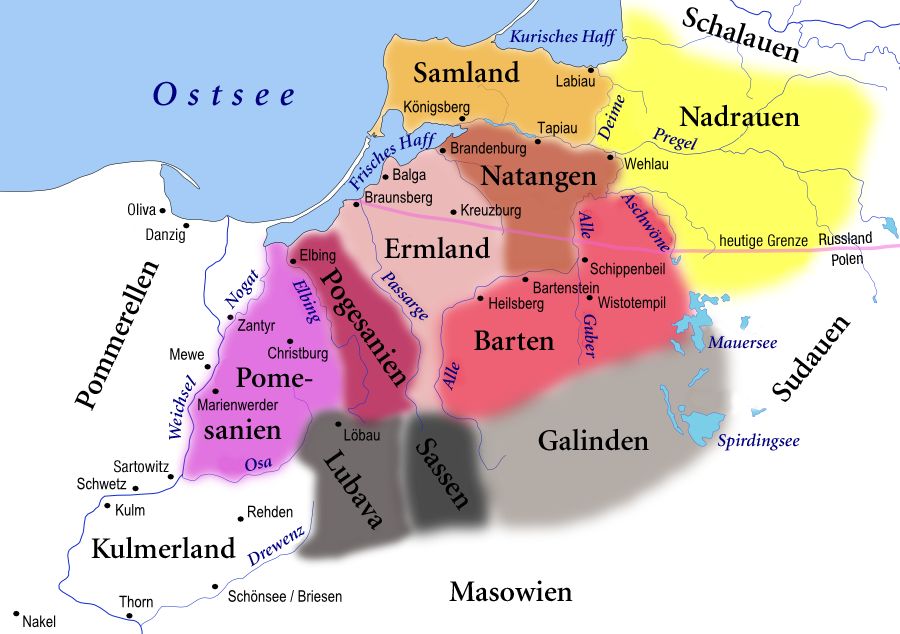
Prußische Stämme im 13. Jahrhundert anhand der Encyclopaedia Lithuanica;
jeder der eingezeichneten Stammesverbände prägte einen mehr oder weniger gut überlieferten Dialekt.
Grau: Galinder als Balten, aber nicht Prußen,
Sassen und Lubava prußisch-slawische Mischgebiete

Die altpreußische Sprache (Eigenbezeichnung: Prūsiaku kalbas; Prūsiskai Adv. ‚auf Altpreußisch‘) ist eine ausgestorbene baltische Sprache, die von den Prußen gesprochen wurde. Sie steht als bekannteste Vertreterin des westbaltischen Zweigs den ostbaltischen Sprachen gegenüber, zu denen das heutige Litauisch und Lettisch gehören. Das Altpreußische gilt noch mehr als das Litauische als eine der indogermanischen Sprachen, die besonders archaische Züge bewahrt haben.

## Ursprüngliche Situation
Altpreußisch wurde von den Prußen, einem westbaltischen Volksstamm im späteren Ostpreußen – Südwestlitauen, Russland (Kaliningrad) und in Nordpolen (Ermland und Masuren) – gesprochen. Durch die Eroberung wurde infolge des Krieges zwischen Prußen und Deutschordensrittern sowie teilweiser Zugehörigkeit zur Kronschaft Polen die altpreußische Sprache zurückgedrängt und verlor zwischen dem 13. und 17. Jahrhundert ihre Sprecher. Von Einfluss war auch die Anpassung an deutsche, in einigen Gegenden auch litauische und polnische Zuwanderer.
Seit dem 18. Jahrhundert ist die altpreußische Sprache als eigenständige Sprache ausgestorben, da immer mehr ostpreußische Mundarten des Ostniederdeutschen und Ostmitteldeutschen benutzt wurden oder Masurisch und Litauisch (vgl. Preußisch-Litauen), seltener auch Nehrungskurisch. Es gibt Gemeinschaften in Litauen, Polen und anderen Ländern, die sich für eine Wiederbelebung des Altpreußischen einsetzen.

## Überlieferung

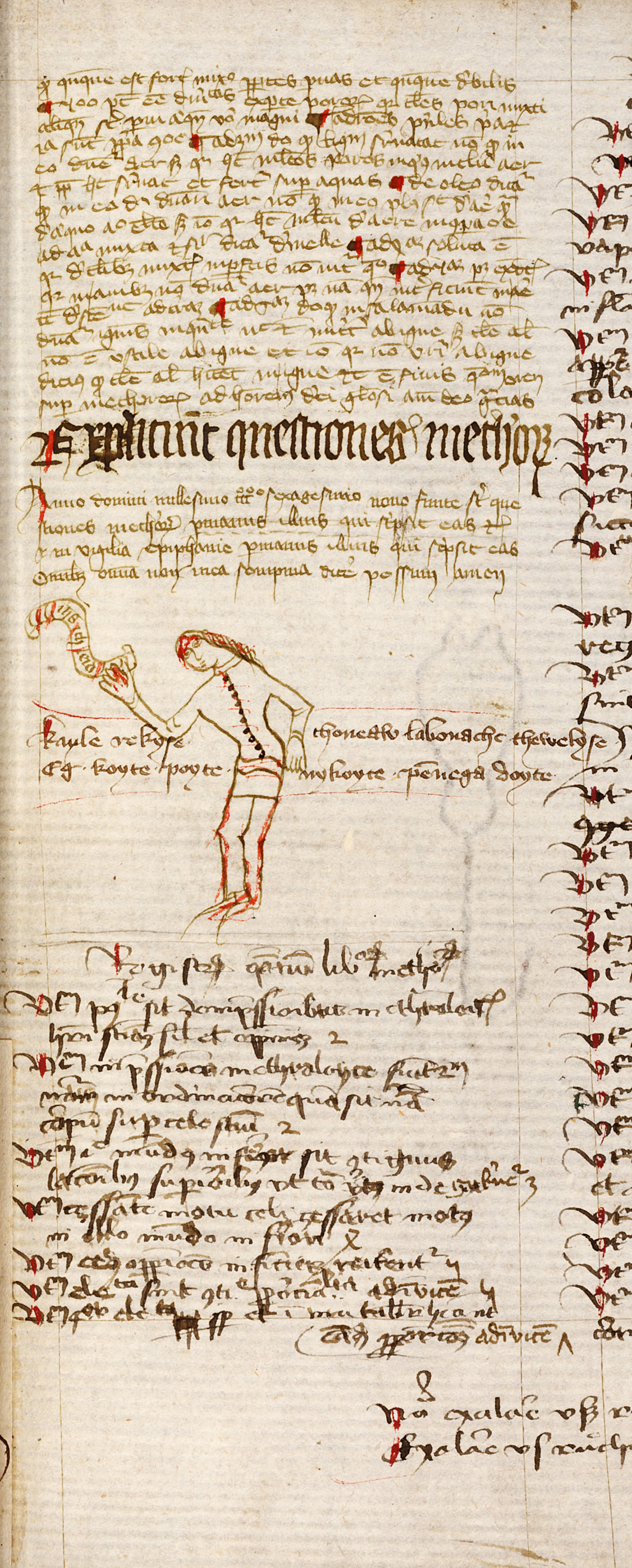
Basler Epigramm in zwei Zeilen beidseits der illustrierten Figur.

Das Altpreußische ist nur in wenigen Quellen vom 14. bis zum 16. Jahrhundert überliefert. Die wichtigsten sind das Elbinger deutsch-preußische Vokabular und drei Katechismen. Das Altpreußische wurde mit lateinischem Alphabet aufgezeichnet, welches die altpreußische Aussprache nur unzureichend wiedergibt. Die Schreibweise der Texte folgte zeitgemäß keiner verbindlichen Rechtschreibung.
Das Basler Epigramm ist sowohl das älteste preußische als auch älteste baltische Sprachdenkmal und findet sich in einem Codex aus dem Jahre 1369.
Kayle rekyse. Thoneaw labonache thewelyse. Eg koyte poyte nykoyte penega doyte.
Zum Wohl, Herr. Du bist kein gutes Onkelchen. Wenn du trinken willst, willst du kein Geld ausgeben.
Dieser Trinkspruch wurde als Randbemerkung in einem auf Lateinisch verfassten Manuskript in der Basler Universitätsbibliothek entdeckt. Der Autor war vermutlich ein preußischer Student, der in Prag studierte.
Das Elbinger deutsch-preußische Vokabular enthält 802 Wörter nach Sachgruppen geordnet. Die deutschen Wörter sind in einem ostmitteldeutschen Dialekt geschrieben, die altpreußischen Wörter werden dem pomesanischen Dialekt zugeordnet. Das Vokabular wurde um 1400 geschrieben und kam 1868 in den Besitz der Stadt Elbing, ging aber im Zweiten Weltkrieg verloren. Es handelt sich hierbei um eine Abschrift einer älteren Abschrift, wodurch sich einige Fehler erklären lassen. So werden besonders /t/ und /c/ häufig verwechselt. Das Wort menig »Mond« wird als Verschreibung einer Abbreviatur gedeutet, das für *menius stand, was wiederum vermutlich korrektes *menins des Originals wiedergibt, wozu auch lettisch mēness, »Mond« exakt passt.
Eine rund 100 Lexeme umfassende Wörterliste stammt von dem Mönch Simon Grunau aus der Zeit zwischen 1517 und 1526. Da sie sehr fehlerhaft ist, wird sie von der Forschung nur mit Vorbehalt benutzt.

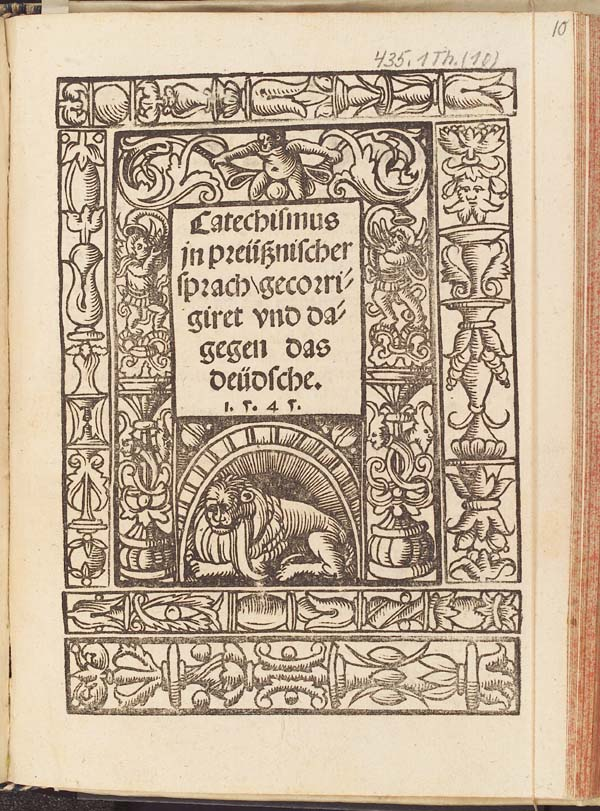
Der zweisprachige altpreußisch-deutsche lutherische Katechismus aus dem Jahr 1545

Aus der Reformationszeit sind dann drei Katechismen erhalten, die unter Albrecht von Brandenburg-Ansbach angelegt wurden. Die Übersetzungen des Lutherischen Katechismus erschienen 1545 (I. und II. Katechismus) und 1561 (III. Katechismus) in Königsberg. Während der I. und II. Katechismus von unbekannten Verfassern stammen, Drucker war Hans Weinreich, kann für den III. Katechismus Abel Will, Pfarrer an der Kirche Pobethen (russisch: Romanowo) als Verfasser benannt werden. Dieses Enchiridion ist für die Erforschung des Altpreußischen aufgrund des größeren Umfangs und der Markierung von Intonations- und Akzentverhältnissen besonders wichtig. Die drei Katechismen werden dem samländischen Dialekt zugeordnet. Besonders im Enchiridion machen sich jedoch deutliche deutsche Einflüsse bemerkbar.
Neben den drei Paternostern dieser Katechismen ist noch der 1938 entdeckte Anfang eines vierten altpreußischen Paternosters (15. Jahrhundert) bekannt. Die von anderen Autoren stammenden angeblich altpreußischen Paternoster sind entweder korrumpiertes Lettisch oder Litauisch.
Das Sudauerbüchlein (16. Jahrhundert) enthält mehrere Sprüche aus dem Volkstum bezüglich Hochzeit und Totenritual. Vor dem Verlassen des elterlichen Hauses verabschiedet sich die Braut unter anderem vom häuslichen Feuer mit den Worten: Ohow mey myle swennte panike! O mein liebes heiliges fewerlein! Trifft der Wagentreiber mit der Braut beim Bräutigam ein, rufen die Leute: Kellewese perioth, der treiber kompt! Mit verbundenen Augen wird die Braut vor die Haustür geführt und aufgefordert, sie mit dem Fuß aufzustoßen: trencke trencke, stos an, stos an.
Der Verstorbene wird nach der Aufbahrung angesprochen mit: kayls naussen gingethe, ich trincke dir zu, unser freund. Beim Leichenzug werden Geister vertrieben mit den Worten: begeyte begeyte peckolle, laufft laufft ir teuffel!, und zum Jahresgedächtnis ist der Trinkspruch kayls posskayls eins peranters überliefert, was »Zum Wohl und zum Wohl, einer nach dem andern!« bedeutet.
Diese Sprüche werden dem sudauisch-jatwingischen Dialekt zugeordnet. Da das Sudauerbüchlein in vielen Abschriften bekannt ist und auch von Johannes Maletius verarbeitet wurde, sind die Sprüche in verschiedenen teilweise stark derben Formen überliefert.
Ein altes Sprichwort findet sich im Onomasticum von Leonhard Thurneysser aus dem Jahre 1583:
Deves does dantes. Deves does geitka.
Gott gibt Zähne, Gott gibt Brot.
Dieses Sprichwort entspricht dem bekannten litauischen Sprichwort: Dievas davė dantis. Dievas duos ir duonos. »Gott gab Zähne, Gott wird auch Brot geben.« Es wurde seit dem 18. Jahrhundert in Sanskrit, Latein und Altgriechisch übertragen, um die indogermanische Verwandtschaft des Baltischen zu demonstrieren.
Einzelne Begriffe und Glossen stammen aus diversen Dokumenten. Weiterhin ist das überlieferte Namenmaterial, besonders Ortsnamen, von großer Bedeutung für die Erschließung der Sprache.

## Dialekte
Für das überlieferte Altpreußische sind zwei Dialekte gut greifbar: das Pomesanische und das Samländische. Im Lautlichen sind typisch: pom. ē neben saml. ī (sweta- : swīta- »Welt«); pom. ō, saml. ū nach Labial (mōthe : mūti »Mutter«) oder pom. ō, saml. ā (tōwis : tāws »Vater«; brōte : brāti »Bruder«), was sich in der Nominativendung der femininen ā-Stämme auswirkt (crauyō : krawia »Blut«). Die Nominativendung der maskulinen o-Stämme sind im Pomesanischen zu -is abgeschwächt, im Samländischen synkopiert (deywis : deiws »Gott«). Wortschatzfälle sind pom. smoy, saml. wijrs »Mann«; pom. wayklis, saml. soūns »Sohn« oder pom. samien, saml. laucks »Acker«. Das Neutrum war im Pomesanischen weiter verbreitet als im Samländischen.

## Morphologie

### Substantive
Im Gegensatz zum Lettischen und Litauischen kennt das Altpreußische ein neutrales Genus der Substantive. Neben den drei Genera (Maskulinum, Femininum, Neutrum) existieren im Altpreußischen zwei Numeri (Singular und Plural), der Dual ist lediglich in Restformen greifbar. Nicht alle Kasusformen können mit Hilfe des Korpus belegt werden. Zu den Kasusformen, die eindeutig belegt sind, zählen: Nominativ, Genitiv, Dativ, Akkusativ und Vokativ. Ein Instrumental, wie er in den ostbaltischen Sprachen vorhanden ist, kann nicht eindeutig nachgewiesen werden. Für die Existenz eines Lokativs gibt es keine eindeutige Belegstelle.

### Adjektive
Wie das Lettische und das Litauische hat auch das Altpreußische 3 Stämme der unbestimmten Adjektive. Die vorliegenden Texte weisen jedoch nur eine kleine Anzahl von Adjektiven auf, so dass eine genaue Differenzierung kaum möglich ist. Es können Komparativformen gefunden werden, die Ähnlichkeiten zu den litauischen Formen aufweisen. Eine vollständige Belegung für alle Kasus kann mit nur einem Adjektiv nicht erreicht werden.

### Verben
Wie bei den anderen Wortklassen ist die Bestimmung der Verbformen schwierig und häufig aus den vorhandenen Materialien nicht zu konstruieren. Gesichert nachzuweisen sind die drei Tempora Präsens, Präteritum und Futur und die vier Modi Indikativ, Imperativ, Optativ, Konditional. Wie bei den ostbaltischen Sprachen sind die Formen für die 3. Person Singular und Plural gleich. Es treten reflexive und nicht reflexive Verbformen auf.
Aus den vorliegenden Texten kann auf die Infinitivendungen -t, -twei, -tun geschlossen werden.

### Zahlwörter

#### Kardinalia
| Deutsch | Altpreußisch | Litauisch | Lettisch |
| ------- | ------------ | --------- | -------- |
| eins    | ains         | vienas    | viens    |
| zwei    | dwai         | du        | divi     |
| zehn    | dessimpts    | dešimt    | desmit   |

#### Ordinalia
| Deutsch  | Altpreußisch | Litauisch | Lettisch  |
| -------- | ------------ | --------- | --------- |
| erster   | pirmas       | pìrmas    | pirmais   |
| zweiter  | antars       | añtras    | otrais    |
| dritter  | tīrts        | trẽčias   | trešais   |
| vierter  | kettwirts    | ketviřtas | ceturtais |
| fünfter  | piēncts      | peñktas   | piektais  |
| sechster | uschts       | šẽštas    | sestais   |
| siebter  | septmas      | septintas | septītais |
| achter   | asmus        | aštuñtas  | astotais  |
| neunter  | newīnts      | deviñtas  | devītais  |
| zehnter  | dessīmts     | dešimtas  | desmitais |

## Vom Altpreußischen beeinflusste Dialekte
Im Jahr 1924 stellte Walther Ziesemer fest, dass die altpreußische Sprache, abgesehen von einer großen Masse an Orts- und Flurnamen, in den deutschen Dialekten Ostpreußens kaum sprachliche Einflüsse hinterlassen habe. In die Kanzleisprache des Deutschen Ordens wurden nur wenige prußische Vokabeln aufgenommen, zum Beispiel sweike 'Arbeitspferd', witing 'Ordensdiener prußischer Herkunft' oder perlenke 'Gebühr, gebührender Anteil'. Das letzte Wort sei noch im 18. Jahrhundert gebräuchlich gewesen. Der Wortschatz der rezenten deutschen Dialekte habe nur relativ wenige prußischstämmige Vokabeln umfasst. Am Weitesten verbreitet waren Margell „Mädchen“ (außer im Breslauschen), Kujel „Eber“ und Kaddig „Wacholder“.
Der „breite Tonfall“ der deutschen Dialekte Ostpreußens geht laut Reinhard Schmoeckel auf altpreußischen Einfluss zurück.

## Neupreußisch
Seit den 1980er Jahren gibt es mehrere Versuche, das Preußische als neue gesprochene Sprache zu reanimieren. Mittlerweile wurden schon Wörterbücher und Grammatiken für diverse Formen des rekonstruierten (Neu-)Preußisch veröffentlicht. Publizierte Texte beschränken sich jedoch meist auf Gedichte und Lieder. Die Verfechter des Neupreußischen benutzen häufig im Deutschen den Namen Prußisch für ihre Sprache.
Inspiriert vom Buch Nur der Name blieb von Heinrich Gerlach wurde 1980 in Dieburg der Verein Tolkemita gegründet, der die Wiederbelebung und Aufrechterhaltung der altpreußischen Kultur und Sprache anstrebt. Der Verein wurde nach dem Geburtsort des Mönches Simon Grunau benannt. Diese Vereinsgründung, der später ähnliche folgten, kann als Anstoß der Wiederbelebung der prußischen Sprache betrachtet werden. Bereits im Jahre 1985 veröffentlichte der in Rastenburg in Ostpreußen 1919 geborene Schriftsteller, Maler und Buchillustrator Heinz Georg Podehl als erster Gedichte in einer rekonstruierten neuprußischen Sprache.
Günther Kraft-Skalwynas, der Verfasser einer neuprußischen Grammatik (Grammatika nāun-prūsiskas billās, 1989), veröffentlicht ebenfalls mehrere poetische Stücke. Er wurde von Letas Palmaitis kritisiert, es sei weniger Prußisch als vielmehr ein auf dem Lettischen basierendes „Baltic Esperanto“ (baltisches Esperanto). Palmaitis, selbst Verfechter des experimentellen und rekonstruierten Prußisch, veröffentlichte für die Brotherhood PRŪSA ebenfalls mehrere Texte in einem neuprußischen Idiom, wobei er sich vor allem auf die wissenschaftlichen Arbeiten von Vladimir Toporov und Vytautas Mažiulis abstützt. Andere Wege geht wiederum Mikkels Klussis, der ein Wörterbuch des rekonstruierten, auf den drei Katechismen beruhenden, pomesanischen Dialekts herausgab. Daneben gibt es noch weitere weniger bekannte Versuche.
Nach der Auflösung der Sowjetunion erhielt das Neuprußische eine politische Dimension. Damals wurden Ideen einer Baltischen Föderation zwischen Estland, Lettland, Litauen und dem ehemals preußischen Kaliningrader Gebiet vorgetragen, in der das Neuprußische eine der offiziellen Sprachen des „Kantons Borussia“ sein sollte.

### Rekonstruktion

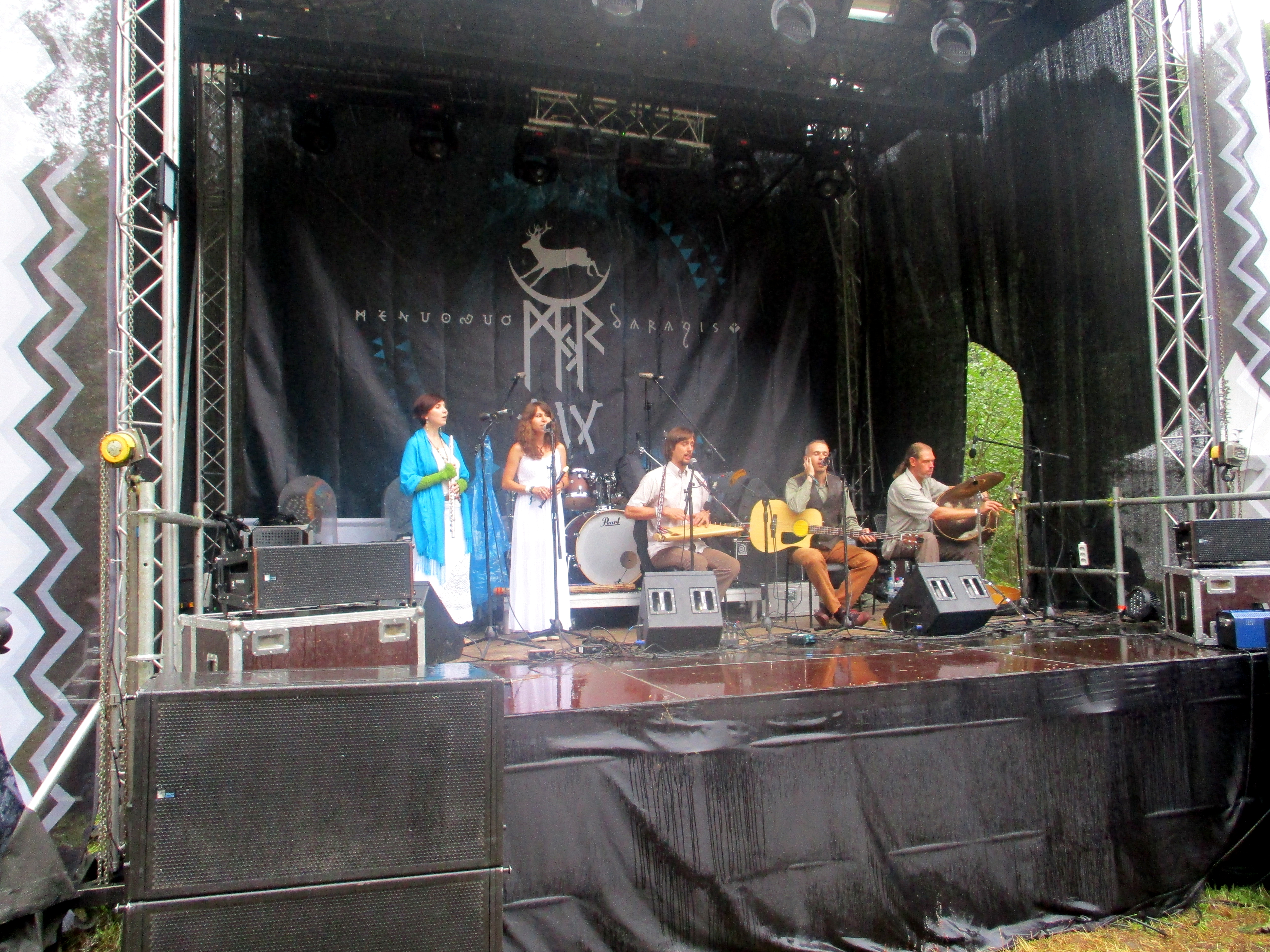
Die russische Post-Folk-Band Kellan singt in rekonstruierter neupreußischer Sprache

Aufgrund des relativ kleinen überlieferten Textkorpus wird die prußische Grammatik mit Methoden der vergleichenden Sprachwissenschaft rekonstruiert. Darüber hinaus gibt es auch Versuche, eine neuprußische Sprache zu erschaffen, wobei es vor allem um die Erweiterung des Wortschatzes geht. So wird etwa nach Vytautas Mažiulis angenommen, dass ein Wort im Preußischen existiert haben muss, wenn es im Litauischen, Lettischen und Slawischen erscheint. Manchmal missverständlich wird von Baltisten kritisiert, dass diese Versuche lediglich die praktischen Bedürfnisse neopaganer Gruppen bedienen, ohne irgendwelchen Anspruch an eine akademische Rekonstruktion darzustellen.
Einen wichtigen Beitrag für die prußische Sprache hat Letas Palmaitis geleistet. 2007 veröffentlichte er seine wissenschaftlichen Arbeiten über die prußische Sprache: 1) Lexicon Borussicum Vetus. Concordantia et Lexicon Inversum. Bibliotheca Klossiana I, Universitas Vytauti Magni, Kaunas 2007; 2) Old Prussian written Monuments. Facsimile, Transliteration, Reconstruction, Comments. Bibliotheca Klossiana II, Universitas Vytauti Magni, Kaunas 2007.

### Zeitgenössische Drucke
- Martin Luther: Catechismus jn preüßnischer sprach \ vnd da gegen das deüdsche. Druck: Hans Weinreich, Königsberg 1545 (staatsbibliothek-berlin.de [abgerufen am 12. Dezember 2024]).
- Martin Luther: Catechismus jn preüßnischer sprach \ gecorrigiret vnd dagegen das deüdsche. Druck: Hans Weinreich, Königsberg 1545 (staatsbibliothek-berlin.de [abgerufen am 12. Dezember 2024]).
- Martin Luther: Enchiridion. Der kleine Catechismus Doctor Martin Luthers. Teutsch vnd Preussisch. Hrsg.: und Übersetzer: Abel Will. Druck: Johann Daubman, Königsberg 1561 (staatsbibliothek-berlin.de [abgerufen am 12. Dezember 2024]).

### Übersichtswerke
- Vytautas Rinkevičius: Altpreußisch. Geschichte – Dialekte – Grammatik. Herausgegeben von Harald Bichlmeier, übersetzt von Harald Bichlmeier und Silke Brohm. Baar, Hamburg 2017, ISBN 978-3-935536-47-9.
- Rainer Eckert, Elvira-Julia Bukevičiūtė, Friedhelm Hinze: Die Baltischen Sprachen. Eine Einführung. Langenscheidt, Leipzig 1994.
- Wolfram Euler: Das Altpreußische als Volkssprache im Kreise der indogermanischen und baltischen Sprachen. Innsbrucker Beiträge zur Sprachwissenschaft, Vorträge und kleinere Schriften 39, Innsbruck 1988, ISBN 3-85124-595-4.
- William R. Schmalstieg: Studies in Old Prussian. Pennsylvania 1976, ISBN 978-0-271-01231-5.
- Vytautas Mažiulis: Prūsu̜ kalbos istorinė gramatika. (Historische Grammatik der prußischen Sprache) Vilniaus Universiteto Leidykla, Vilnius 2004.
- Jānis Endzelīns: Altpreußische Grammatik. Riga 1944.

### Textsammlungen
- Old Prussian Written Monuments. Facsimile, Transliteration, Reconstruction, Comments. Bibliotheca Klossiana II, Universitas Vytauti Magni Lithuanians’ World Center, Kaunas 2007.
- Vytautas Mažiulis: Prūsu̜ kalbos paminklai. (Denkmäler der prußischen Sprache) Mokslas, Vilnius 1966/1981.
- Reinhold Trautmann: Die altpreußischen Sprachdenkmäler. Göttingen 1910.

### Wörterbücher
- Kristina Brazaitis: Johannes Bobrowski: Pruzzische Vokabeln: An Old Prussian Glossary. University of Otago, 2010, ISBN 978-0-9582716-5-3.
- Vytautas Mažiulis: Prūsų kalbos etimologijos žodynas. Mokslas, Bd. 1–4, Vilnius 1997–1988 (Altpreußisches etymologisches Wörterbuch).
- Ferdinand Nesselmann: Thesaurus linguae prussicae. Berlin 1873 (Digitalisat in der Open Library).

### Namenkunde
- Heinz Georg Podehl: 4444 ostpreußische Namen prußisch erklärt. Rautenberg, Leer 1987, ISBN 3-7921-0356-7.
- Reinhold Trautmann: Die altpreussischen Personennamen. Vandenhoeck & Ruprecht, Göttingen 1925 (unveränderter Nachdruck 1974).
- Georg Gerullis: Die altpreußischen Ortsnamen gesammelt und sprachlich behandelt. Walter de Gruyter, Berlin/Leipzig 1922 (Digitalisat bei der Deutschen Nationalbibliothek).

### Altpreußisch (nur wissenschaftliche Arbeiten)
- Rainer Eckert: Altpreußisch. In: Miloš Okuka, Gerald Krenn (Hrsg.): Lexikon der Sprachen des europäischen Ostens (= Wieser-Enzyklopädie des europäischen Ostens. Band 10). Wieser Verlag, Klagenfurt/Celovec 2002, ISBN 3-85129-510-2, S. 589–596 (aau.at [PDF; 241 kB] Ausführlicher Lexikonartikel).

### Borussica im Allgemeinen, Rekonstruiertes Neuprußisch
- Zur Rekonstruktion des Altpreußischen (englisch)
- The quick dictionary of Revived Prussian, („Kurzwörterbuch des wiederbelebten Prussischen: Mundart Samland und Mundart Pomesanien“), Onlinewörterbuch einer „neu-prussischen“ Internetseite aus Litauen und PDF-Ausgabe dazu (englisch).
- Prūsas Tāutas Prēigara – Preußische Zeitung »Prūsas Tāutas Prēigara« (preußisch).
- Elbinger deutsch-preußische Vokabular von circa 1350 (PDF-Datei; 8,87 MB).
- Mehrsprachiges Altpreußisches Wörterbuch nach dem etymologischen Wörterbuch von Vytautas Mažiulis 1988–1996.